# Lillkyrka
Lillkyrka – miejscowość (tätort) w Szwecji, w regionie administracyjnym (län) Uppsala (gmina Enköping).
Miejscowość jest położona w prowincji historycznej (landskap) Uppland, ok. 13 km na południowy wschód od Enköping.
W Lillkyrka znajduje się średniowieczny kościół.
W 2010 roku Lillkyrka liczyła 301 mieszkańców.